# Ghiacciaio Manhaul
Il ghiacciaio Manhaul (in inglese Manhaul Glacier) è un ghiacciaio situato sulla costa di Borchgrevink, nella regione nord-occidentale della Dipendenza di Ross, in Antartide. Il ghiacciaio, il cui punto più alto si trova a circa 1900 m s.l.m., si trova all'estremità sud-orientale dei monti dell'Ammiragliato e qui fluisce verso est, partendo dal versante nord-orientale del monte Humphrey Lloyd, fino a entrare nell'insenatura Edisto, sulla quale si prolunga poi come lingua di ghiaccio galleggiante.

## Storia
Il ghiacciaio Manhaul è stato mappato per la prima volta dallo United States Geological Survey grazie a fotografie scattate durante ricognizioni aeree dalla marina militare statunitense (USN) nel periodo 1960-62, e così battezzato da membri della spedizione neozelandese di ricognizione geologica in Antartide svoltasi nel 1957-58 poiché la sopraccitata lingua di ghiaccio fu attraversata diverse volte dai membri della spedizione usando metodi "per trasportare uomini", in inglese "man-hauling".